# Шу Пей
Шу Пей (настоящие фамилия и имя — Цинь Шупэ́й кит. упр. 秦舒培, пиньинь Qín Shūpéi; род. 10 августа 1989, Кайфэн) — китайская топ-модель.
В модельном бизнесе с семнадцати лет, после подписания в 2007 году профессионального контракта с модельным агентством с Next Management. На международном подиуме дебютировала в сентябре 2007 года на неделе высокой моды в Нью-Йорке на показе коллекции Rachel Roy. В 2008 году появилась на обложке британского Elle и китайского издания Vogue. Обладает ярко выраженной азиатской внешностью. Часто снимается для обложек модных журналов. Живет в Нью-Йорке.
Принимала участие в показах: Diane Von Fürstenberg, Peter Som, 3.1 Phillip Lim, Ohne Titel, Michael Kors, Altuzarra, Chanel, Vera Wang, DKNY, Reed Krakoff, Oscar de la Renta, Araks, Camilla Staerk, Christian Dior, Custo Barcelona, Cynthia Steffe, Elie Tahari, Elise Overland, John Galliano, Juan Carlos Obando, Kai Kühne, Lacoste, Naeem Khan, Ports 1961, Rachel Comey, Rebecca Taylor, Rubin Singer, Staerk, Tory Burch, Tracy Reese, Twinkle By Wenlan, Venexiana, Vivienne Westwood, Yigal Azroue, Gucci, Missoni, Louis Vuitton и других.
В 2012 году была приглашена на итоговый показ компании Victoria’s Secret.